# Héctor Trujillo

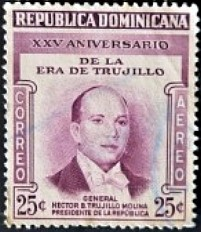
Héctor Trujillo avbildad på frimärke

Héctor Bienvenido "Negro" Trujillo Molina, född 6 april 1908 i San Cristóbal, död 19 oktober 2002 i Miami, Florida, var en dominikansk general och politiker, bror till Rafael Trujillo. Han valdes till president sedan den äldre brodern tvingats avgå som president 1952 men förblev i mycket politiskt maktlös, omvaldes 1957 men åsidosattes tre år senare under påtryckningar från Rafael till förmån för Joaquín Balaguer. Trujillo flydde efter broderns död utomlands och levde i exil.